# Ljubija

Ljubija är en liten stad i kommunen Prijedor, Republika Srpska i Bosnien-Hercegovina, med cirka 3 945 invånare (1991). Ljubija delas upp i samhällena Donja Ljubija och Gornja Ljubija.
Enligt data från 1991 var staden uppdelad i 53,81% bosniaker, 17,11% kroater, 11,79% serber, 15,09% jugoslaver och 2,2% övriga. .
Ljubija var en egen kommun fram till 1963 och omfattade följande samhällen: Batkovci, Brisevo, Budimlić Japra, Cikote, Donja Ravska, Donja Ljubija, Donji Volar, Duge Njive, Garevica, Gornja Ljubija, Gornja Ravska, Gornji Volar, Hadrovci, Halilovci, Jugovci, Kalajevo, Ljeskare, Marini, Miska Glava, Mrkalji, Ovanjska, Podvidaca, Raljas, Slatina, Stara Rijeka, Stari Majdan, Surkovac, Tisova, Zenkovici och Zune.
1963 beslutade dåvarande kommunistiska makteliten att upphäva Ljubijas status som egen kommun och Ljubija kommun delades mellan två större kommuner: Prijedor i norr och Sanski Most i söder. Ljubija, som var ett centrum för utvinning av järnmalm med en 1000-årig tradition fick inte så mycket nytta av det medan andra städer, främst Prijedor och Zenica drog stor nytta av sammanslagningen. Genom att upphäva kommunstatusen stoppades utvecklingen av regionen och resurserna flyttades till Prijedor tillsammans med flytt av huvudkontoret.
Kultur- och idrottslivet var mycket rikt i Ljubija. Kulturföreningen i Donja Ljubija samlade ett stort antal medlemmar under många år där man försökte bevara traditionella folkdanser och deltog i många manifestationer över hela Jugoslavien.
Det fanns två fotbollsklubbar i Ljubija, den ena, FK Rudar, spelade i andra divisionen i jugoslaviska ligan. Den andra klubben hette FK Ljubija. Vid sidan av fotbollen var handboll, bordtennis, bowling, karate och gymnastik mycket populära sporter och samlade många barn och ungdomar samt veteran. Scouter hade sin egen förening och var mycket aktiv under många år. FK Rudar flyttades så småningom till Prijedor. Det var stor konkurrens med den befintliga FK Prijedor som tävlade i de lägre serierna. Publikbasen för FK Rudar var fortfarande befolkning från Ljubija oavsett om de bodde fortfarande i Ljubija eller var inflyttade till Prijedor. Söndagsmatcher drog massa folk från Ljubija.  